# Clements Gap Conservation Park
Clements Gap Conservation Park är en park i Australien. Den ligger i delstaten South Australia, omkring 170 kilometer norr om delstatshuvudstaden Adelaide. Clements Gap Conservation Park ligger 42 meter över havet.
Runt Clements Gap Conservation Park är det mycket glesbefolkat, med 2 invånare per kvadratkilometer.. Närmaste större samhälle är Crystal Brook, omkring 20 kilometer nordost om Clements Gap Conservation Park.
Trakten runt Clements Gap Conservation Park består till största delen av jordbruksmark. Genomsnittlig årsnederbörd är 581 millimeter. Den regnigaste månaden är juni, med i genomsnitt 95 mm nederbörd, och den torraste är december, med 13 mm nederbörd.